# Micrurus paraensis
Micrurus paraensis (паранський кораловий аспід) — вид отруйних змій родини аспідових (Elapidae). Мешкає в Південній Америці.

## Поширення і екологія
Паранські коралові аспіди мешкають в Бразильській Амазонії, в штатах Амазонас, Мараньян, Мату-Гросу, Пара і Рондонія, а також в Суринамі. Вони живуть у вологих тропічних лісах, на висоті до 400 м над рівнем моря. Ведуть нічний спосіб життя. Живляться зміями, безногими ящірками і багатоніжками.